# 扁蕾
扁蕾（学名：Gentianopsis barbata）为龙胆科扁蕾属下的一个变种。

## 扩展阅读
維基物種上的相關：扁蕾